# 斯洛伐克飲食

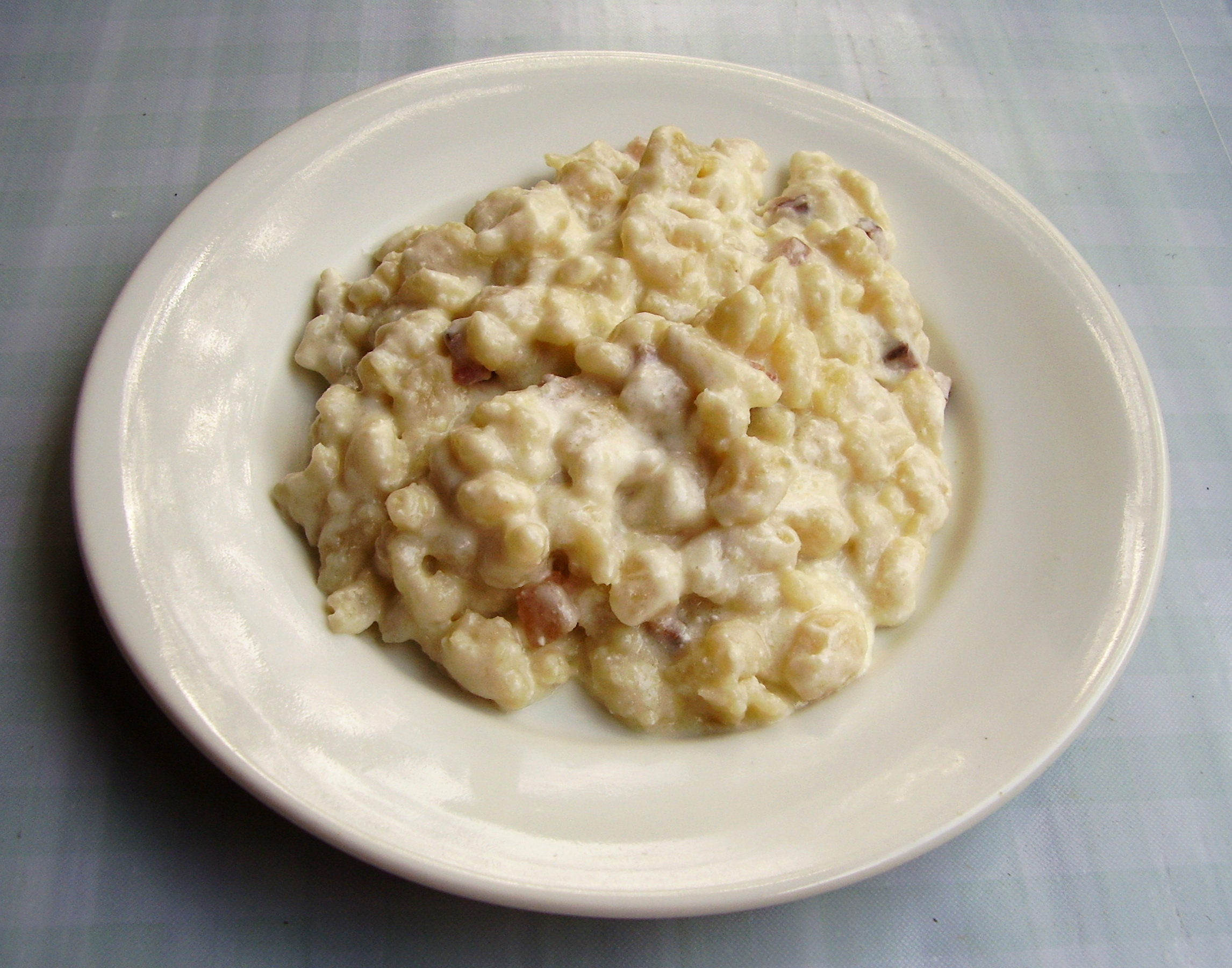
羊起司麵疙瘩為斯洛伐克飲食的代表性菜餚之一

斯洛伐克飲食按照地區的不同也有所差異。斯洛伐克的飲食文化受到鄰國的影響。在古代由於保存條件的限制，斯洛伐克飲食較偏好能長期保存的食材。豬肉、牛肉和家禽類肉是斯洛伐克的主要肉食。斯洛伐克有眾多豬肉香腸類食物。烤肉在斯洛伐克並不常見。受匈牙利的影響，斯洛伐克也偏好燉肉菜餚。

## 圖片

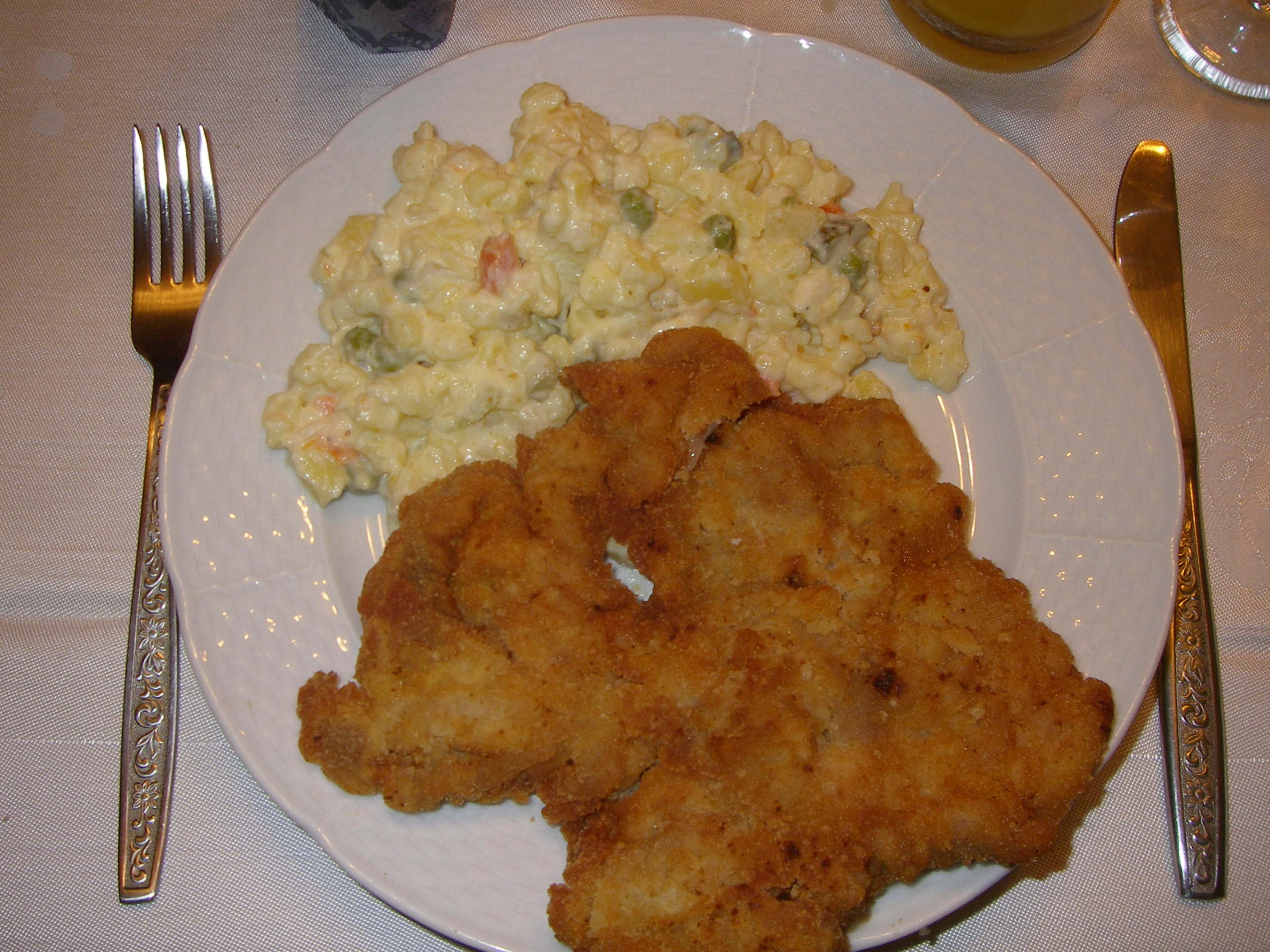
炸肉塊配馬鈴薯沙拉
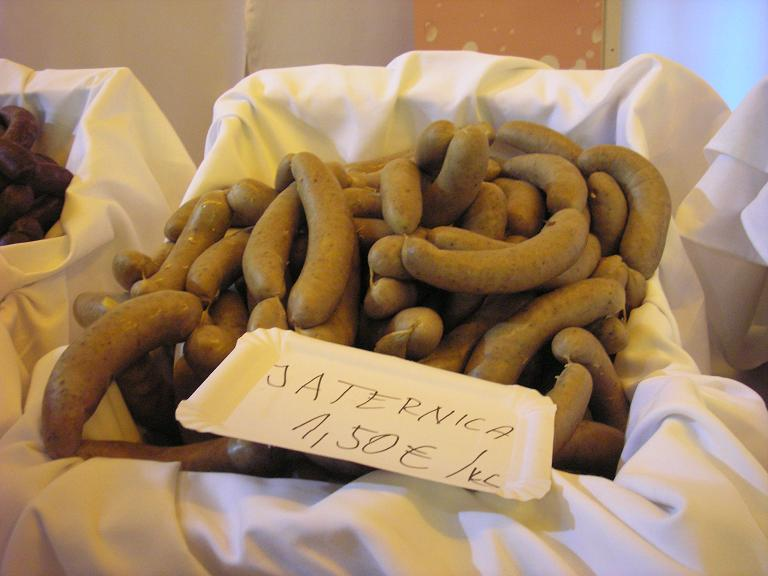
斯洛伐克香腸
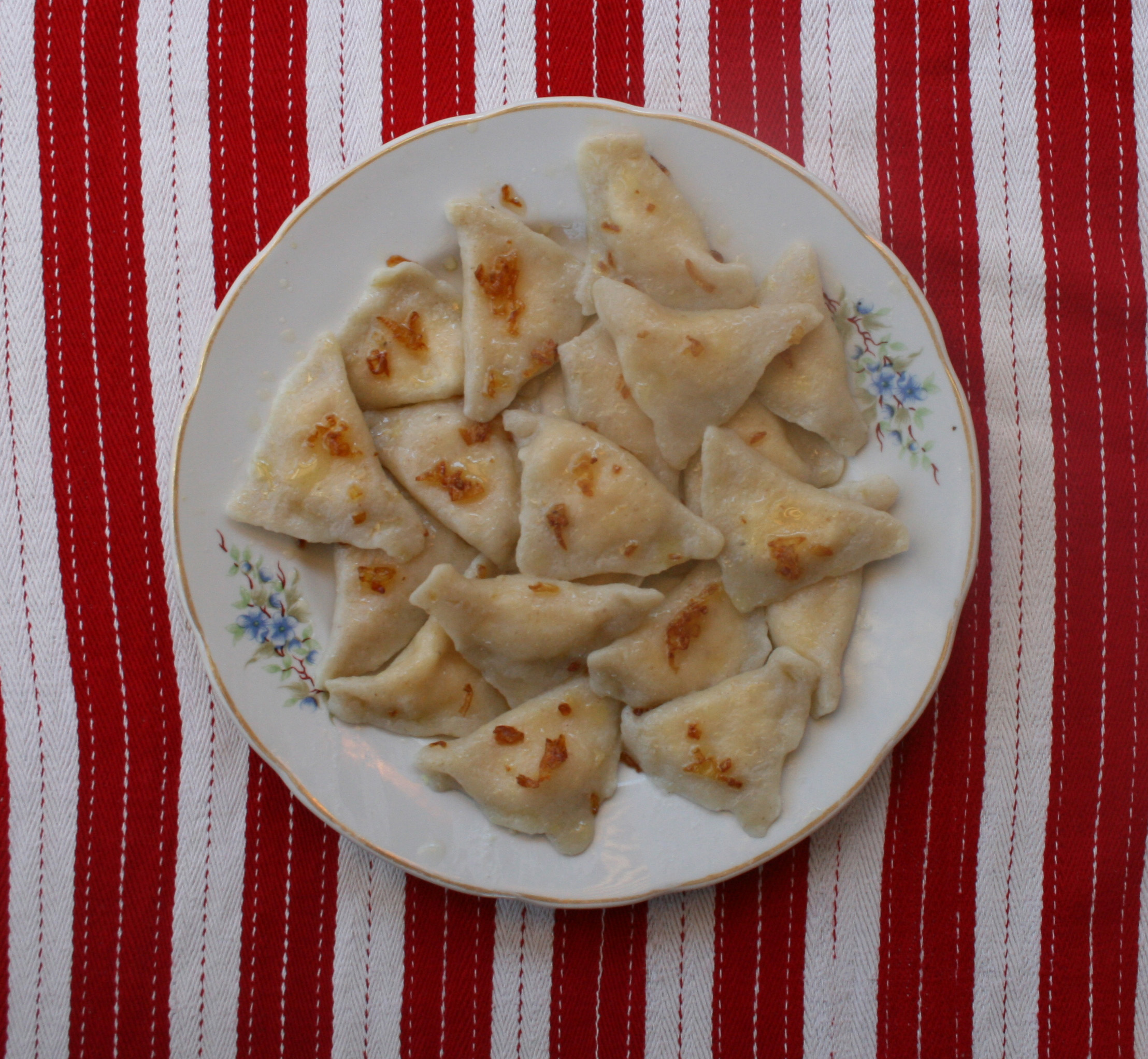
斯洛伐克餃子

## 外部連結
- Bake Your Slovak Roots - contemporary, simple and everyday approach to classic slovak cooking （页面存档备份，存于）
- Illustrated Slovak recipes （页面存档备份，存于）
- Emperor's Crumbs - Central European food and recipe blog. （页面存档备份，存于）